# Зибирхали
Зибирхали́ (годоб. Шалу) — село в Ботлихском районе Дагестана (РФ). Входит в состав сельского поселения Сельсовет «Годоберинский».

## Географическое положение
Расположено в 12 км к западу от села Ботлих, в 6 км северу от Годобери, и 4 км к югу от Садоя. 

## Население
| 1869 | 1888 | 1895 | 1926 | 1939 | 1970 | 1989 |
| ---- | ---- | ---- | ---- | ---- | ---- | ---- |
| 171  | ↗284 | ↘279 | ↘147 | ↗181 | ↘119 | ↘77  |
| 2002 | 2010 | 2021 |      |      |      |      |
| →77  | ↘67  | ↘58  |      |      |      |      |

Зибирхали - один из трех годоберинских сел в Ботлихском районе. 

## История
Село ликвидировано Указом ПВС ДАССР от 08.02.1947 г., а население переселено в село Зебирколо Веденского района. Впоследствии в 1957 году село было переселено в Теречное (Хасав-Юртовский район). 

## Известные уроженцы
- Раджаб Магомедгазиевич Сиражудинов (1962 — 2025) —  филолог, лингвист, историк, религиовед, учитель родного языка и литературы, доцент кафедры дагестанских языков Дагестанского государственного университета. Кандидат филологических наук (2006).
- Магомед Гусейнович Курбанов (род. 1993) — борец вольного стиля, неоднократный чемпион и призёр чемпионатов России, чемпион Европы 2021 года, серебряный призёр чемпионата мира 2021 года, двукратный призёр чемпионатов Европы (2024, 2025).